# فريد داود
فريد داود. لاعب كرة قدم جزائري ولد في 25 أوت 1989 بتيزي وزو، يلعب وسط مع مولودية الجزائر.

## سيرته
بدأ كرة القدم مع شبيبة القبائل، ثم مع مولودية الجزائر.
توج بطلا للجزائر في عام 2010 مع مولودية الجزائر، وشارك في دوري أبطال أفريقيا عام 2011.

## مهنة
- 2014 - 2007: مولودية الجزائر()
- 2014 : أمل الأربعاء ()

## ألقاب
- بطل الجزائر في عام 2010 مع مولودية الجزائر